# Serra das Fontes

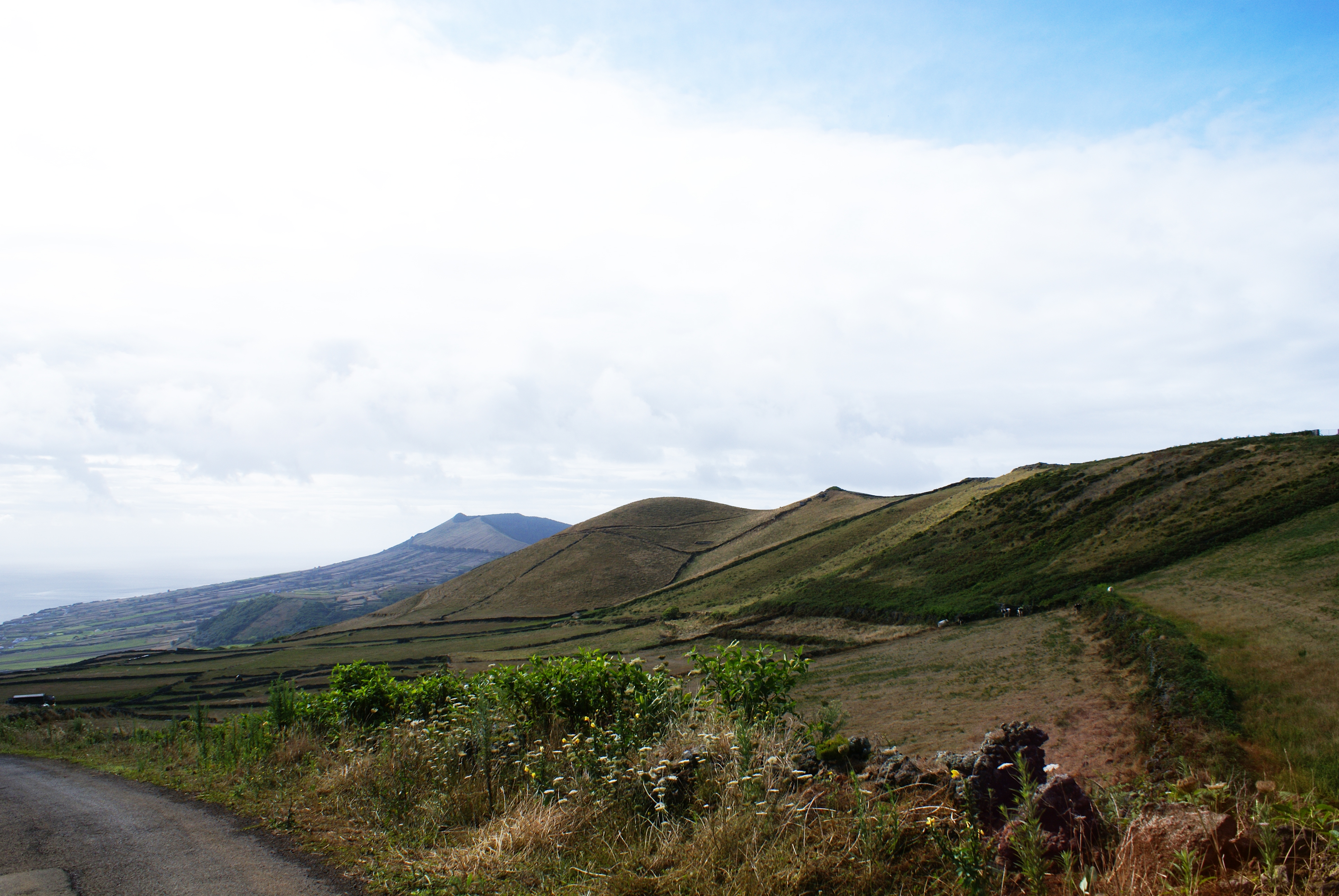
Serra das Fontes, vistas.

A Serra das Fontes é uma elevação portuguesa localizada nas freguesias de Guadalupe, Santa Cruz da Graciosa e São Mateus, no concelho de Santa Cruz da Graciosa, ilha Graciosa, arquipélago dos Açores.
Este acidente geológico tem o seu ponto mais elevado a 375 metros de altitude acima do nível do mar no Pico do Facho.
Nas suas proximidades encontram-se as localidades e lugares, de Lagoa, Guadalupe, Pontal, Barro Branco, Pé de Ladeira e Fontes.
A Serra das Fontes deve o seu nome às dez nascentes que existem na sua encosta norte.